# Simone Gnaga
Simone Gnaga (Milano, 19 febbraio 1961) è un politico italiano.

## Biografia
Laureato in scienze politiche; viene eletto deputato in Toscana nelle file della Lega Nord alle elezioni politiche del 1996. Nel 1999 è candidato a sindaco di Firenze per la Lega, ottenendo lo 0,54% dei voti. Successivamente passa ad Alleanza Nazionale, partito di cui nel marzo 2002 viene eletto presidente provinciale a Firenze.
Nell'ottobre 2004 è il candidato unitario del centrodestra alle elezioni suppletive per il seggio della Camera di Firenze-Pontassieve, ottiene il 18,5% dei voti ed è sconfitto dal candidato de L'Ulivo Severino Galante.